# 天主教顺德教区
顺德教区（Dioecesis Scioenteanus，邢台教区）是罗马天主教会在中国河北省南部设立的一个教区。

## 历史
1933年，罗马教廷从正定府代牧区划出邢台等县分设顺德府监牧区，交给波兰遣使会神甫负责。
1944年1月13日，顺德府监牧区升格为顺德府代牧区。
1946年4月11日，罗马教廷宣布在中国建立圣统制，顺德府代牧区升格为顺德教区。

## 历任主教
- 葛乐才（Inácio Krause），遣使会会士，1896年6月9日生于波兰，1919年6月22日晋升神甫，1933年10月26任顺德府监牧，1944年1月13任顺德府代牧，1944年4月23日祝圣主教，1946年4月11日任顺德主教，1950年－1963年任巴西库里提巴（Curitiba）辅理主教，1984年8月31去世（88岁）。
- 肖立人（1983年－1996年10月23日去世）
- 候进德（1989年－1994年5月20日去世）
- 郭进军（宗座署理）2001年任署理